# 川勝正幸
川勝 正幸（かわかつ まさゆき、1956年11月21日 - 2012年1月31日）は、音楽や映画などポップカルチャーを守備範囲とする日本のライター、編集者。
自称「ポップ中毒者」。かつては、「ウディ川勝」「ウッディ川勝」という名義（ウディ・アレンに由来）を使用していた。

## 略歴
福岡県福岡市出身。福岡県立修猷館高等学校、中央大学法学部卒業後、1982年に広告代理店「モス・アドバタイジング」にコピーライターとして入社。ワインのPR誌の編集などを担当する。また、勤務のかたわら音楽シーンにもかかわり、加藤賢崇、中嶋勇二、岸野雄一らのバンド「東京タワーズ」を支援。ケラ等の「ナゴムレコード」の創立を援助。
1985年退社しフリーランスに。1987年に、加藤芳一、渡辺祐、佐川秀文と事務所「トーテムポール」を結成（のち、有限会社「ドゥ・ザ・モンキー」に発展）。ライター・編集者として活動する一方、ラジオやテレビの番組の構成も担当し、しばしば自らも出演した。
1989年、スチャダラパーを初めてメディアで紹介。
1993年ごろから多数の映画パンフレットの編集を行うようになる。CDのライナーノーツも多数執筆。
また、永瀧達治、サエキけんぞうらと、セルジュ・ゲンズブールを愛する「ゲンスブール委員会」を結成。1995年より「ゲンスブール・ナイト」等のイベントを行う。
2000年、2001年には東京大学教養学部にて非常勤講師を務めた。
2002年に、ライター辛島いづみと「川勝プロダクション」を設立。代表取締役を務める。
2005年には、ライター下井草秀とユニット「文化デリック」を結成。高円寺のレコードショップ「円盤」にて、定期的にトークショウ「文化デリックのPOP寄席」を行っていたが、2008年12月をもって「第1期終了」を宣言。
2012年1月31日午前2時頃、自宅マンションから出火。救出されたがまもなく死亡した。55歳没。
2012年2月3日、TBSラジオでは、20時からの『菊地成孔の粋な夜電波』で「川勝正幸さん追悼特集」、22時からの『ニュース探究ラジオ Dig』で「サブカル界の巨星墜つ！川勝正幸ってどんな人？〜とにかくパーティーを続けよう!!〜」（金曜パーソナリティ：大根仁、江藤愛　ゲスト：菊地成孔（オープニングのみ）、辛島いづみ、宮沢章夫、BOSE、ANI、SHINCO（スチャダラパー）、堀雅人、吉田豪、五箇公貴（テレビ東京）、ケラリーノ・サンドロヴィッチ（「大根仁の言い逃げ番長」のみ）、町山智浩（電話出演））と、連続して追悼番組が放送された。
2012年3月4日・11日・18日、NHK-FM放送で『サウンドクリエイターズファイル 〜川勝正幸トリビュート〜』を放送（4日・DJ:横山剣（クレイジーケンバンド）コメントゲスト：カヒミ・カリィ、細野晴臣、女王蜂。11日・DJ：スチャダラパー　コメントゲスト：小山田圭吾、安斎肇、信藤三雄ほか。18日・DJ：谷中敦、川上つよし（東京スカパラダイスオーケストラ）　コメントゲスト：清水ミチコ、高橋幸宏、緒川たまきほか）。
2012年12月25日、第15回みうらじゅん賞を受賞。受賞の約1年前に、みうらじゅん氏の事務所を直接訪問し「みうらじゅん賞が欲しい」と自ら申し出たための受賞となった。

## 著書
- 『流行の素』 押切伸一・川勝正幸、JICC出版局、1990.10
- 『VIBE RHYME』近田春夫著、川勝正幸編、アイ・セクション、1994.10

（2012年2月複製Webサイトとして公開される−2018年1月管理者の都合により一時閉鎖。） 
- 『ポップ中毒者の手記 約10年分』 大栄出版、1996.12  のち河出文庫
- 『ポップ中毒者の手記2 その後の約5年分』 DAI-X出版、2001.10  のち河出文庫
- 『ビデオ・ショップ午前2時』 川勝正幸編著、河出書房新社、2003.5
- 『勝新図鑑 絵になる男・勝新太郎のすべて』 川勝正幸編著、ピエ・ブックス、2003.11
- 『CKBD Crazy Ken Band dicitionary』 クレイジーケンバンド・川勝正幸・下井草秀、ソニー・マガジンズ、2004.7
- 『ポップ・カルチャー年鑑2006』 川勝正幸・下井草秀編著、DAI-X出版、2006.2
- 『パビリオン山椒魚annex』 黒田光一写真、冨永昌敬・菊地成孔・川勝正幸ほか著、河出書房新社、2006.10
- 『ポップ・カルチャー年鑑2007』 川勝正幸・下井草秀編著、DAI-X出版、2007.2
- 『21世紀のポップ中毒者』 白夜書房、2008.8　のち河出文庫
- 『丘の上のパンク 時代をエディットする男、藤原ヒロシ半生記』 川勝正幸著、藤原ヒロシ監修、小学館、2009.2
- 『ポップの現場から 川勝正幸 in TV Bros. 1987‐2012』東京ニュース通信社 2013.2
- 『ポップ中毒者最後の旅: 2008-2012』河出書房新社 2014.9

## インタビュー
- 『東京の編集』（菅付雅信・ピエブックス、2007年12月）「川勝正幸インタビュー」
- 『サブカル・スーパースター鬱伝』（吉田豪・徳間書店 、2012年7月）「川勝正幸　キャリアが一段落すると悩みに入る」（初出クイック・ジャパンvol.86（2009.10）掲載）[8] のち徳間文庫

## 出演
- ニッポンTV大学
- AVガーデン
- FM-TV
- たほいや
- タモリ倶楽部
- シネ通！

他